# Mandiner
Mandiner est un groupe de presse hongrois de centre-droit comprenant l'hebdomadaire d'information Mandiner et les portails Internet mandiner.hu et Makronóm.mandiner (makronom.mandiner.hu). Les trois publications sont gérées séparément. 
Elles sont publiées par Mandiner Press Kft, fondée en 2017, et appartiennent au groupe Central European Press and Media Foundation (KESMA),. Mandiner est le successeur d'une publication d'actualités dirigée au début des années 2000 par Fidelitas, la branche jeunesse du parti national-conservateur hongrois Fidesz, qui dirige la Hongrie à partir de 2010.
La version hebdomadaire imprimée est publiée depuis le 12 septembre 2019,.

## Affiliation
Mandiner s'identifie comme national-libéral et national-conservateur. Il utilise également le mot « szabadelvű » pour décrire sa ligne, qui est une version hongroise particulière du libéralisme issue du XIXe siècle. « Nous ne sommes pas indépendants, mais nous nous regardons aussi avec ironie, ainsi que le camp politique qui nous est proche. Nous croyons à la diversité des opinions, à la liberté, à la tradition et à l'histoire hongroise... » écrit Mandiner sur sa page Facebook.